# Morfologia vegetal
A morfologia vegetal, uma das bases principais da botânica, tem por objetivo de olhar as formas e estruturas das plantas. Utilizada, dentre outras coisas, no auxílio à classificação de plantas e na fisiologia vegetal.

## História

### Origens
Foi o filósofo grego Teofrasto de Ereso (378-287 a.C.), discípulo de Aristóteles e comumente denominado “Pai da Botânica”, o primeiro a formular uma terminologia descritiva em plantas. Ele foi responsável também pelas primeiras descrições completas de vários vegetais, utilizando-se geralmente de palavras comuns do idioma grego. Uma exceção interessante (existem outras) é a palavra pericarpo expressão cunhada por Teofrasto para definir o tecido que compõe a parede do fruto.
Já no Século I, o naturalista e enciclopedista romano Plínio, o Velho (23-79 d.C.) compilou toda uma nova série de terminologias, baseadas em novos dados coletados. Utilizando-se de termos gregos emprestados de Teofrasto e Aristóteles, Plínio incluiu também muitas palavras latinas a fim de descrever estruturas botânicas. Desta forma o grego aparece como a principal fonte de termos, enquanto o latim influenciou na descrição e serviu de ponte entre o grego e as línguas posteriores.

### Morfologia moderna
A morfologia como é atualmente conhecida teve suas bases na "Philosophia botanica" de Linnaeus. Tal obra, escrita em latim acessível, apresentava-se na forma de organografia. As estruturas descritas (e muitas delas ilustradas) já eram apresentadas divididas em partes vegetativas e reprodutiva, e ocasionalmente grupos taxonômicos onde tais estruturas poderiam ser encontradas eram citados.
Entretanto, o termo “morfologia” é atribuído a Johann Wolfgang von Goethe, que apesar da formação humanística (era poeta e romancista), interessou-se pela mutabilidade das formas vegetais após conhecer o trabalho de Linnaeus. Seu interesse era maior pelo dinamismo das transformações vegetais que pela sistematização descritiva. Considerava a folha o órgão central das plantas e imaginava todos os outros órgãos como derivados desta. Em sua obra principal, “Versuch die Metamorphose der Pflanzen zu erklären” (1790), Goethe tentava mostrar que, apesar da imensa gama de variação morfológica, os órgãos vegetais tinham uma organização essencial ou “Bauplan”, que era comum a um grande número de formas superficialmente distintas.

## Abrangência e métodos
Antes de mais nada, a morfologia é comparativa, o que significa que o morfologista examina estruturas em diversas plantas da mesma ou de diferentes espécies e, em seguida, faz comparações e formula idéias sobre semelhanças. Quando se acredita que estruturas em diferentes espécies possuem a mesma origem embrionária, essas estruturas são ditas homólogas. Por exemplo, as folhas de pinheiros, carvalhos, couve são todas muito diferentes, mas partilham determinadas estruturas básicas e disposição destas. A homologia de folhas é uma conclusão fácil de fazer. O morfologista vai mais longe, e descobre que os espinhos dos cactos também partilham a mesma estrutura básica e desenvolvimento como folhas em outras plantas, e, por conseguinte, os espinhos dos cactos são homólogas às folhas também. Este aspecto da morfologia vegetal se sobrepõe com o estudo da evolução vegetal e paleobotânica.
Em segundo lugar, observa tanto as estruturas vegetativas (somáticas), bem como as estruturas reprodutivas. As estruturas vegetativas das plantas vasculares incluem o estudo do sistema de caulinar, composto de caules e folhas, bem como o sistema radicular. As estruturas reprodutivas são mais variadas, e são normalmente específicos para um determinado grupo de plantas, como flores e sementes, esporos das pteridófitas, cápsulas das briófitas. O estudo detalhado das estruturas reprodutivas das plantas levou à descoberta da alternância de gerações encontrado em todas as plantas e maioria das algas. Esta área da morfologia vegetal se sobrepõe ao estudo da biodiversidade vegetal e sistemática.
Em terceiro lugar, morfologia vegetal estuda as estruturas vegetais em várias escalas. A menor escala é a ultraestrutura, em geral são características estruturais das células visíveis apenas com o auxílio de um microscópio eletrônico, e citologia, o estudo de células usando microscopia óptica. Nesta escala, morfologia vegetal se sobrepõe à anatomia vegetal, como um campo de estudo. Na maior escala é o estudo do hábito de crescimento das plantas, a arquitetura geral do vegetal. O padrão de ramificação em uma árvore irá variar de espécie para espécie, como será a aparência de uma planta, podendo ser árvore, arbusto, ou erva.
Em quarto lugar, morfologia vegetal examina o padrão de desenvolvimento, o processo pelo qual estruturas se originam e amadurecem ao longo do crescimento da planta. Embora todos os animais produzam todas as partes do corpo que possuam desde cedo em sua vida, as plantas produzem constantemente novos tecidos e estruturas ao longo da sua vida. Uma planta viva sempre tem tecidos embrionários. A forma como as novas estruturas amadurecem a partir de sua produção pode ser afetada pelo ponto da vida das plantas em que elas começam a desenvolver, bem como pelo ambiente em que as estruturas estão expostas. Um morfologista estuda este processo, as suas causas, e seu resultado. Esta área da morfologia vegetal se sobrepõe à fisiologia vegetal e ecologia. 

## Desenvolvimento

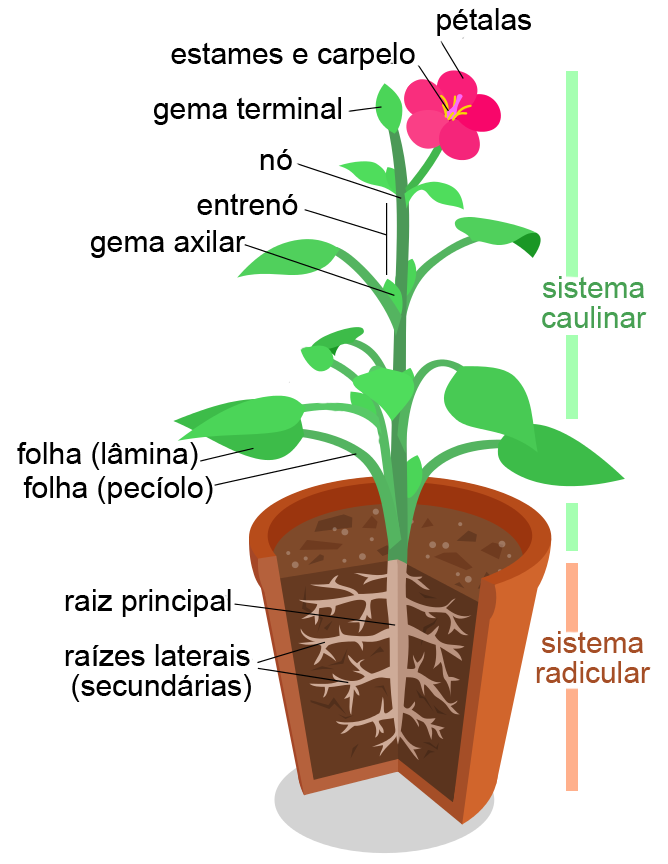
Representação esquemática de estruturas encontradas em uma planta com flores.

O desenvolvimento vegetal engloba os processos que originam as estruturas e o amadurecimento de uma planta, combinando a anatomia, a morfologia e a fisiologia da planta. Diferentemente do que é observado nos animais vertebrados, onde o embrião (semente) produz todas as partes do corpo que irá utilizar em sua vida, as plantas vivas mantêm seus tecidos embrionários. As plantas constantemente produzem novos tecidos e estruturas a partir de meristemas localizados nas extremidades de órgãos ou entre tecidos maduros.
Plantas vasculares se desenvolvem a partir de um zigoto formado pela fecundação de um oócito e uma célula espermática. O zigoto então começa a se dividir para formar o embrião. As células se organizam nos polos para formar a primeira raiz e o ápice do caule (broto) são organizados nessa fase. Em plantas com sementes, o embrião ainda forma uma ou duas folhas chamadas de cotilédones.
Ao germinar, o embrião começa a produzir órgãos adicionais, como folhas, caules e raízes em um processo conhecido como embriogênese. Os meristemas formam novas raízes na região apical da raiz e formam e caules e folhas no ápice do broto. Ramificações se formam quando porções de células meristemáticas são deixadas para trás durante o desenvolvimento das extremidades. O espessamento do caule ou da raiz (crescimento secundário) é dado a partir de sucessivas divisões do tecido vascular. Plantas também apresentam o alongamento celular, onde células ou grupos de células. Este fenômeno pode estar associado a estímulos como a luz (fototropismo), gravidade (geotropismo) e água (hidrotropismo). O alongamento não ocorre uniformemente em todas as células da planta. Quando um lado da planta se alonga mais que o outro, o caule se curva. O crescimento e desenvolvimento das plantas é mediado por hormônios e reguladores de crescimento (PGRs). A produção de hormônios endógenos é influenciada pela idade da planta, temperatura e condições ambientais, dormência e outras condições metabólicas, fotoperíodo e por hormônios exógenos. 

## Evolução da morfologia vegetal
Evidências sugerem que algas se acumularam na superfície da Terra durante o Proterozoico (há 1200 milhões de anos), porém apenas após o período Ordoviciano (há cerca de 500 milhões de anos), as plantas terrestres surgiram. Estas começaram a se diversificar no período Siluriano (aproximadamente há 420 milhões de anos). Os resultados da diversificação são encontrados no registro fóssil de rochas sedimentares, com riqueza de detalhes, a partir do início do Devoniano. Ao final do Devoniano, as plantas já apresentavam mecanismos sofisticados que permitiram a formação de florestas. A maioria dos grupos de plantas não foi extinto após a Extinção do Permiano-Triássico, mas a estrutura das comunidades plantas foi alterada. O surgimento de plantas com flores se deu no Triássico (há cerca de 200 milhões de anos). O último grande grupo a se diferenciar foi o das gramíneas, há aproximadamente 40 milhões de anos. 

### Evolução de Meristemas
Enquanto estruturas celulares como vacúolos e grãos de amido são comuns a maioria dos grupos, diferenças no arranjo dos meristemas são observadas em diferentes grupos de plantas. A existência de uma estrutura similar a um meristema é observada a partir do grupo das Charales (alga verde), onde uma única célula apical se divide. Existe um padrão de aumento da complexidade do tecido meristemtático na escala evolutiva. As pteridófitas, como as samambaias não apresentam um meristema multicelular, elas possuem uma célula tetraédrica. As gimnospermas apresentam meristema multicelular, com uma grande célula central, a célula-mãe, que tem planos de divisão diferentes para cada grupo de células. As angiospermas apresentam grupos de células posicionados exteriormente que se dividem anticlinalmente para formar novas células. 

### Evolução das Folhas
Folhas são os órgãos primários de fotossíntese da planta. Baseados em sua venação, elas são classificados em dois tipos: micrófilos (sem venação complexa) e megáfilos (com venação complexa e maiores em relação aos micrófilos).  É proposto que antes da evolução das folhas, as plantas apresentavam aparatos fotossintetizantes no caule. Os megáfilos se tornaram comuns há aproximadamente 360 milhões de anos, cerca de 40 milhões de anos após a colonização do espaço terrestre por plantas sem folhas. Esse fato está associado a queda de concentração de dióxido de carbono na atmosfera terrestre. 
Diversos fatores influenciam a estrutura das folhas, como intensidade luminosa, umidade, temperatura e velocidade dos ventos, por exemplo. Interações ecológicas, como herbivorismo, também podem influenciar a estrutura da folha. 
Evidências genéticas mostram que a repressão do gene KNOX é necessária para a formação do primórdio foliar. Esse gene é bem conservado no processo evolutivo. Os fatores de transcrição que promovem a repressão de KNOX surgem cedo na evolução das plantas vasculares, sendo observado já no grupo das licófitas. Outros fatores associados ao surgimento dos primórdios foliares são a auxina, giberelina e citoquinina.   
Quando os primórdios foliares estão estabelecidos, novos eixos para o crescimento de folhas são definidos. Os genes que definem os eixos abaxial-adaxial (superfícies inferior e superior, respectivamente) são bem conservados entre plantas superiores. Proteínas da família HD-ZIPIII tem sido apontadas como determinantes da identidade adaxial.   

### Evolução das Flores
Estruturas similares a flores aparecem no registro fóssil a partir de há aproximadamente 130 milhões de anos, no Cretáceo. A visão tradicional de evolução indica que as angiospermas evoluíram de um grupo que pertencia às gimnospermas, próximo ao das Gnetales. Entretanto, evidências moleculares recentes sugerem que Gnetales são mais próximas às gimnospermas do que às angiospermas e que as angiospermas formam um lado distinto ao das gimnospermas. A divergência entre as plantas com flores e as gimnospermas data de 300 milhões de anos.  A família Amborellaceae é indicada como a família irmã do grupo de todas as plantas com flores.   
Ao nível de órgão, as folhas são ancestrais das flores, assim como de outros órgãos florais. Mutações em genes envolvidos com o desenvolvimento floral podem gerar flores não funcionais com estruturas muito semelhantes a folhas. O gene LEAFY (LFY) está envolvido no desenvolvimento de flores em Arabidopsis thaliana. Genes homólogos ao LFY são encontrados em várias grupos de angiospermas, regulando a expressão de genes pertencentes à família MADS-box.   
Os membros da família MADS-box são principalmente fatores de transcrição conservados durante a evolução e foram estudados extensivamente. Esses genes são encontrados de pteridófitas à angiospermas.  De acordo com o modelo ABC de desenvolvimento floral, três zonas A, B e C são geradas dentro do primórdio floral. As zonas B e C contêm genes que são evolutivamente mais conservados que os da zona A.  

### Evolução do Metabolismo Secundário
Metabólitos secundários são moléculas de baixo peso molecular que não possuem funções essenciais no metabolismo primário. Entretanto funções anti-herbivoria ou de atração de polinazadores são exemplos de processos mediados por metabólitos secundários. Alguns desses metabólitos e suas vias biossintéticas são conservados evolutivamente, enquanto outras sugerem evolução convergente.  Um exemplo são as enzimas responsáveis pela síntese do limoneno (um terpeno), que são diferentes entre angiospermas e gimnospermas, indicando que elas evoluíram independentemente.